# 第3集团军 (德国国防军)
第3集团军（德语：3. Armee）是二战期间德国的集团军。

## 歷史

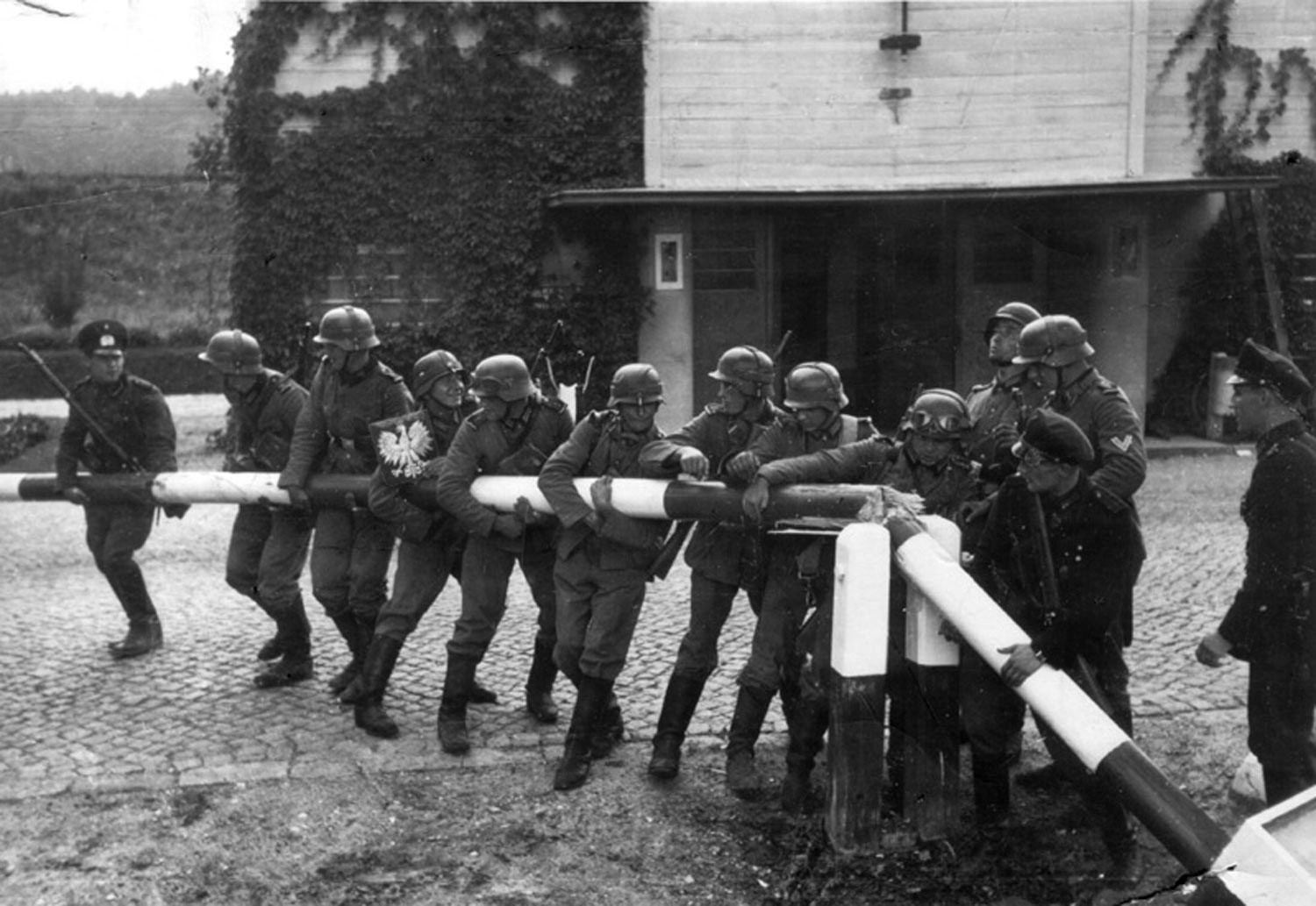
波兰战役期间，但泽的德军部队拆除了波兰索波特附近的屏障

第3集团军于1939年9月1日，即德军入侵波兰的那一天被启用。它由格奧爾格·馮·屈希勒炮兵上将指挥。屈希勒后来于1942年成为北方集团军群的指挥官，后来又成为元帅。在波兰战役开始时，第3集团军与京特·馮·克魯格的第4集团军一起隶属于費多爾·馮·博克大将的北方集团军群。第4集团军要夺取波兰走廊并进入东普鲁士，从而重新连接这两个地区。第3集团军一分为二，从东普鲁士进攻。第3集团军的一部分向南挺进莫德林，在维斯杜拉河和布格河交汇处附近渡过，参加对华沙的进攻。第3集团军的另一部分是在纳鲁夫附近进攻，沿布格河进攻，并开进布列斯特-里托夫斯克。
当对波兰发起进攻时，第3集团军的一部分向波兰走廊移动，并与克鲁格的第4集团军会合。第3和第4集团军都很好地执行了他们的计划，波兰战役以德军的胜利告终。尽管伤亡人数超过预期，但红军率领百万人从东面进攻波兰，并向西推进与德军会合。在布列斯特-立托夫斯克，举行了德苏联合胜利阅兵式。
1939年11月5日，即波兰战役结束仅约五周后，第3集团军解散。第3集团军成为二战中第一批被解散的德国集团军之一。工作人员被转移到巴特贝特里希作为第16集团军在西部使用。第3集团军解散后，屈希勒立即成为新组建的第18集团军的司令，并在1940年的西部战役中领导该集团军。他一直担任该职位，直到1942年成为北方集团军群的司令，领导围攻列宁格勒。同年他成为元帅，但在1944年苏联对北方集团军群取得突破后被替换。

## 战斗序列
1939年9月1日
- 總司令：格奧爾格·馮·屈希勒砲兵上將
- 總參謀長：赫伯特·馮·伯克曼少將
- 第一總參謀長：赫伯特·瓦格納中校

| 军         | 师             | 备注 |
| ---------- | -------------- | --- |
| 第1军      | 第11步兵師     | 第一波部署                                                                                                |
| 第1军      | 第61步兵師     | 第二波部署                                                                                                |
| 第1军      | 肯普夫裝甲師   | 由陸軍和武装党卫军的部隊組成的混合部隊，164辆坦克（61輛一号，81輛二号，3輛三号，9輛四号，10輛裝甲指揮車） |
| 第1军      | 邊防部隊指揮部 | 邊境部隊                                                                                                  |
| 第21军     | 第21步兵師     | 第一波部署                                                                                                |
| 第21军     | 第228步兵師    | 第三波部署                                                                                                |
| 第26军     | 第1步兵師      | 第一波部署                                                                                                |
| 第26军     | 第12步兵師     | 第一波部署                                                                                                |
| 第26军     | 邊防第31團     | 邊境部隊                                                                                                  |
| 布蘭德集團 | 勒岑旅         | |
| 布蘭德集團 | 戈爾達普旅     | |
| 预备队     | 第217步兵師    | 第三波部署                                                                                                |
| 预备队     | 第1騎兵旅      | 第一波部署                                                                                                |